# 藤井琢倫
藤井 琢倫（ふじい たくのり、1983年 - ）は、日本の実業家。株式会社サイバーエージェント執行役員、ABEMAエンタメDX本部長、株式会社OEN代表取締役社長・CEO。ABEMAの仕掛け人。

## 人物・経歴
1983年生まれ。2002年、立教大学経済学部経営学科（現・経営学部）に入学。ゼミではマーケティングを学び、大学2年生時よりサイバーエージェントでインターンを始める。大学4年生の時には、モバイルメディア事業で起業。
大学卒業後、2006年、サイバーエージェントに入社。原宿Ameba Studioや芸能人ブログの立ち上げを担当。
その後、Amebaエンターテインメント部門長、広告部門長を経て、AbemaTV（現・ABEMA）の立ち上げに携わり、株式会社AbemaTV 編成制作局長を務め、ABEMAの仕掛け人として知られる。
サイバーエージェント執行役員、エンタメDX本部長を務める。
2020年に、サイバーエージェントの子会社としてOENを設立し、同社代表取締役社長に就任。
2016年に開局した「ABEMA」は、2022年には「FIFA ワールドカップ カタール 2022」の全64試合の無料生中継を行うなど注目を集めたほか、2023年からMLB公式戦324試合の完全生配信をスタートするなど視聴数を伸ばしている。
藤井はABEMAエンタメDX本部長として、ABEMAの事業規模では、2020年から2022年に3年連続で年間1億ドル以上の収益を上げ、2023年第1四半期までの累計収益は5億ドル（2023年現在、約720億円）に達する事業へと成長させている。